# Oehoevallei

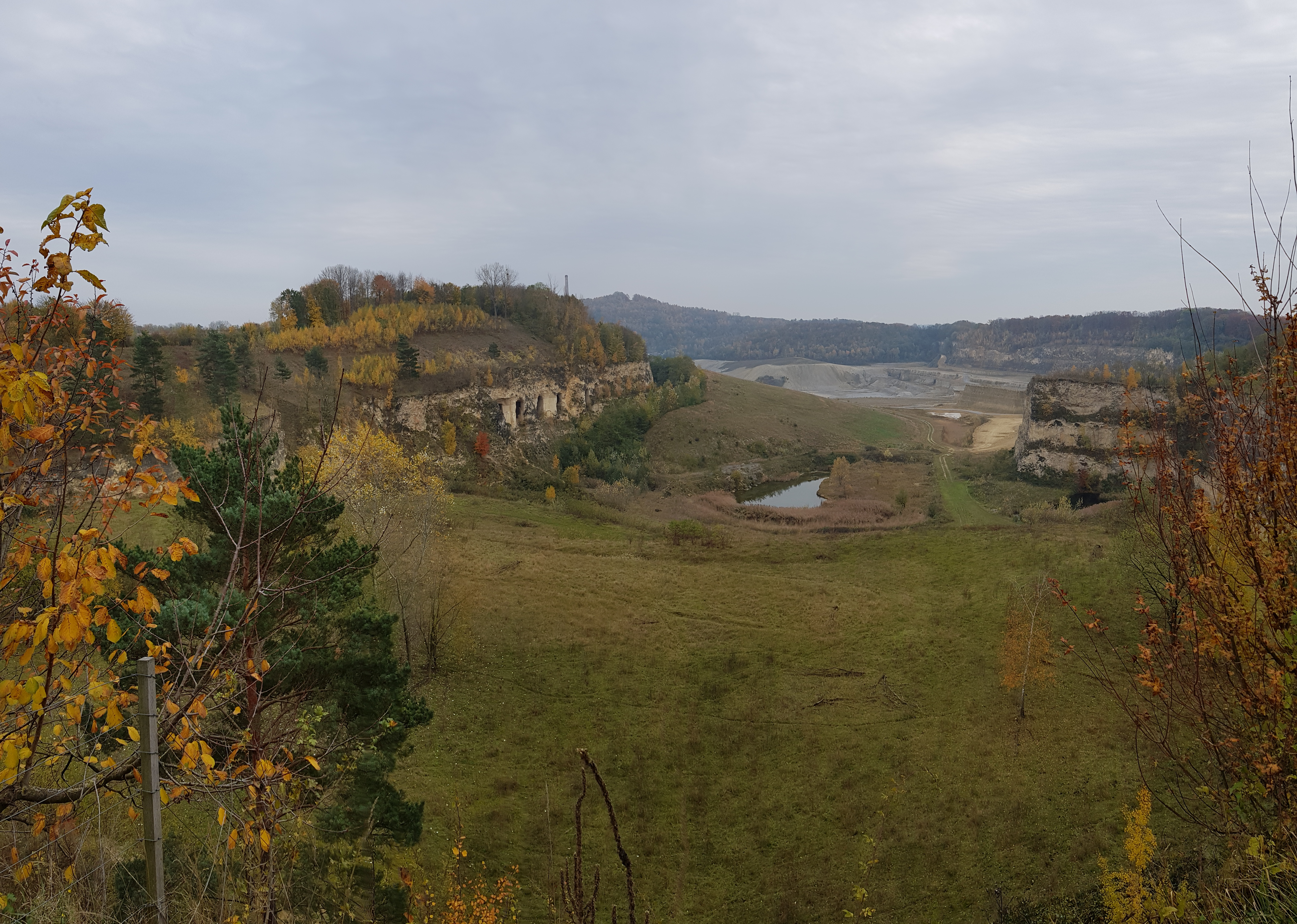
de Oehoevallei gezien vanuit het noorden

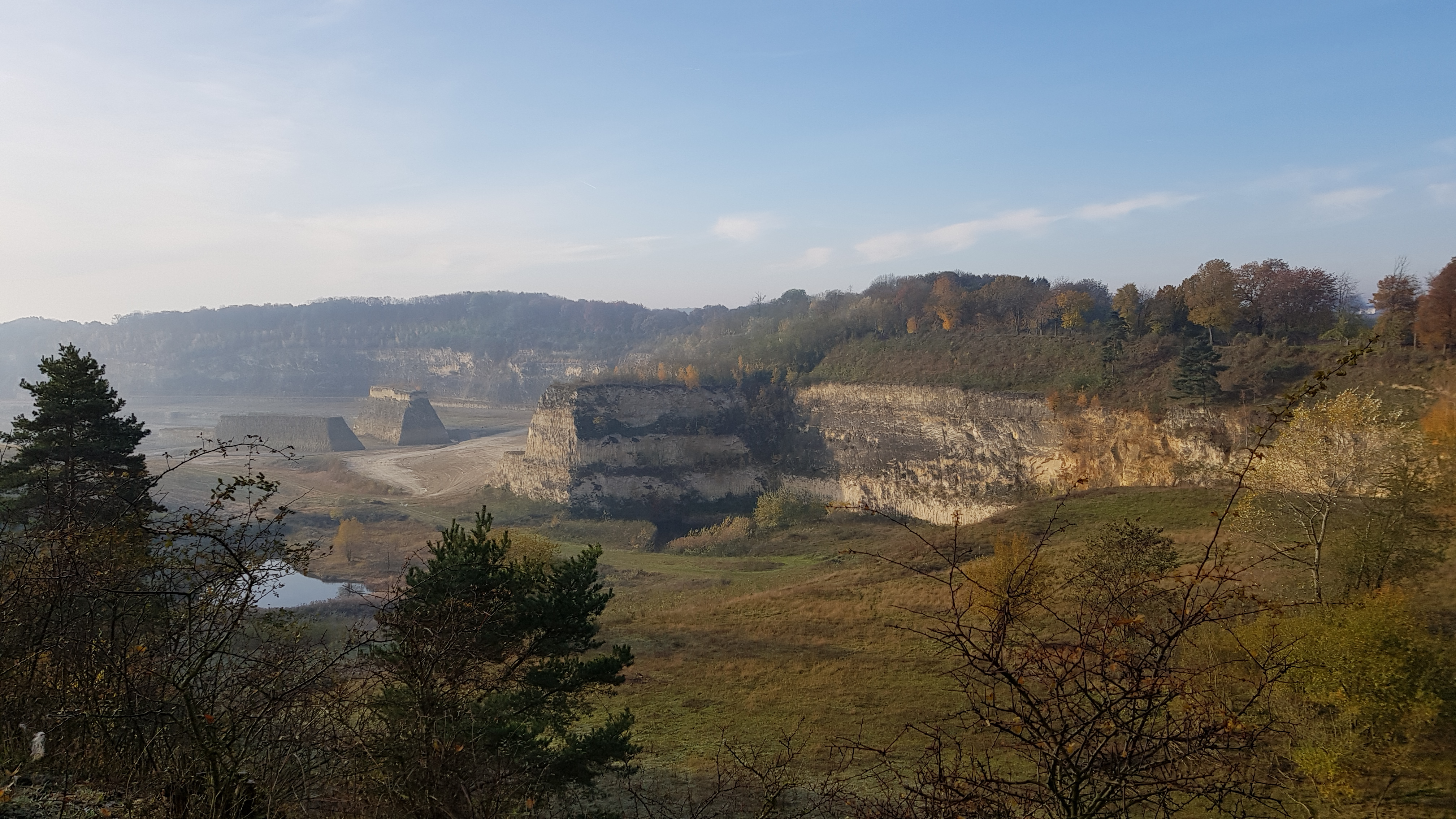
de Oehoevallei gezien vanuit het noordoosten

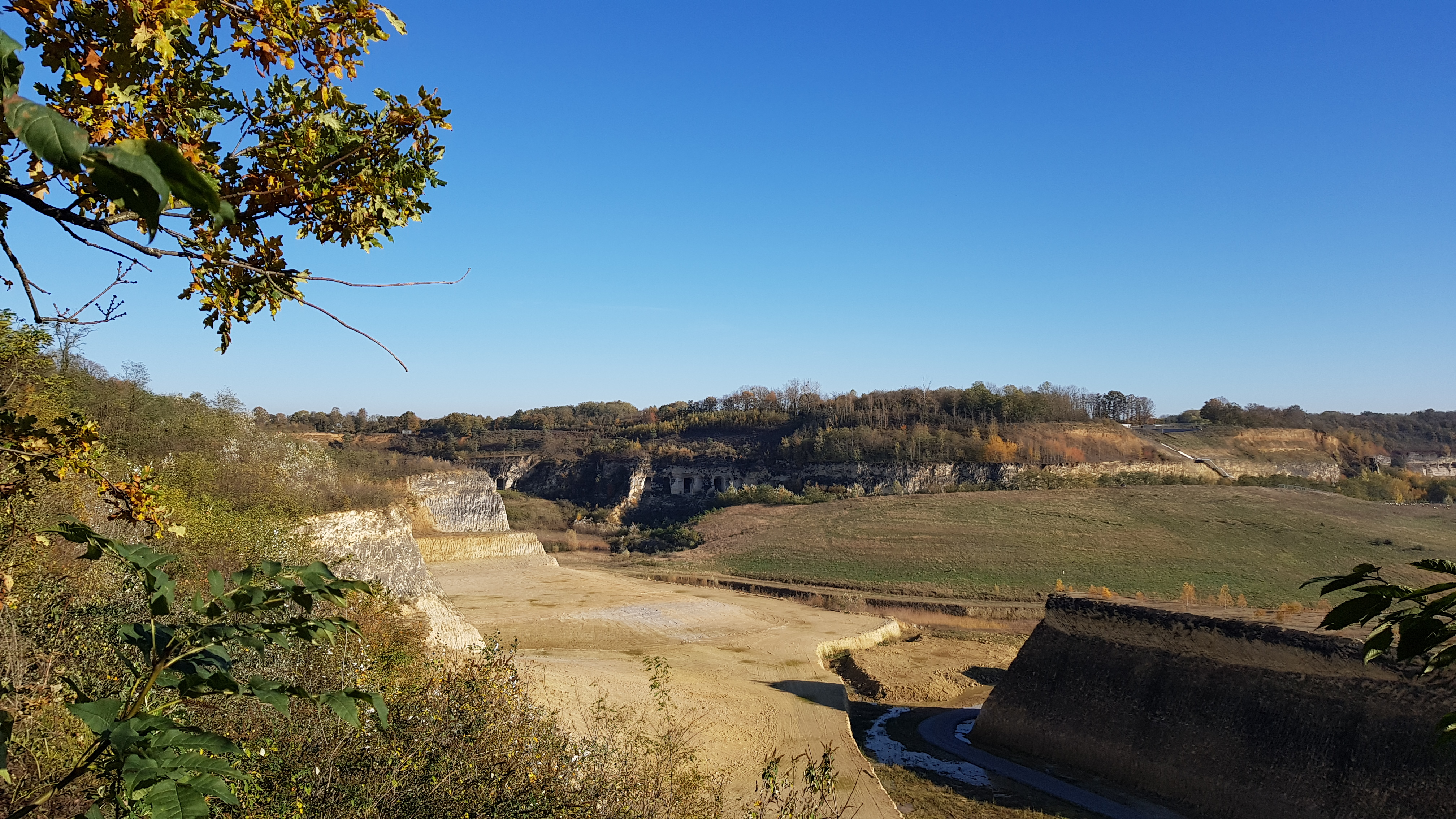
de Oehoevallei gezien vanuit het zuidwesten

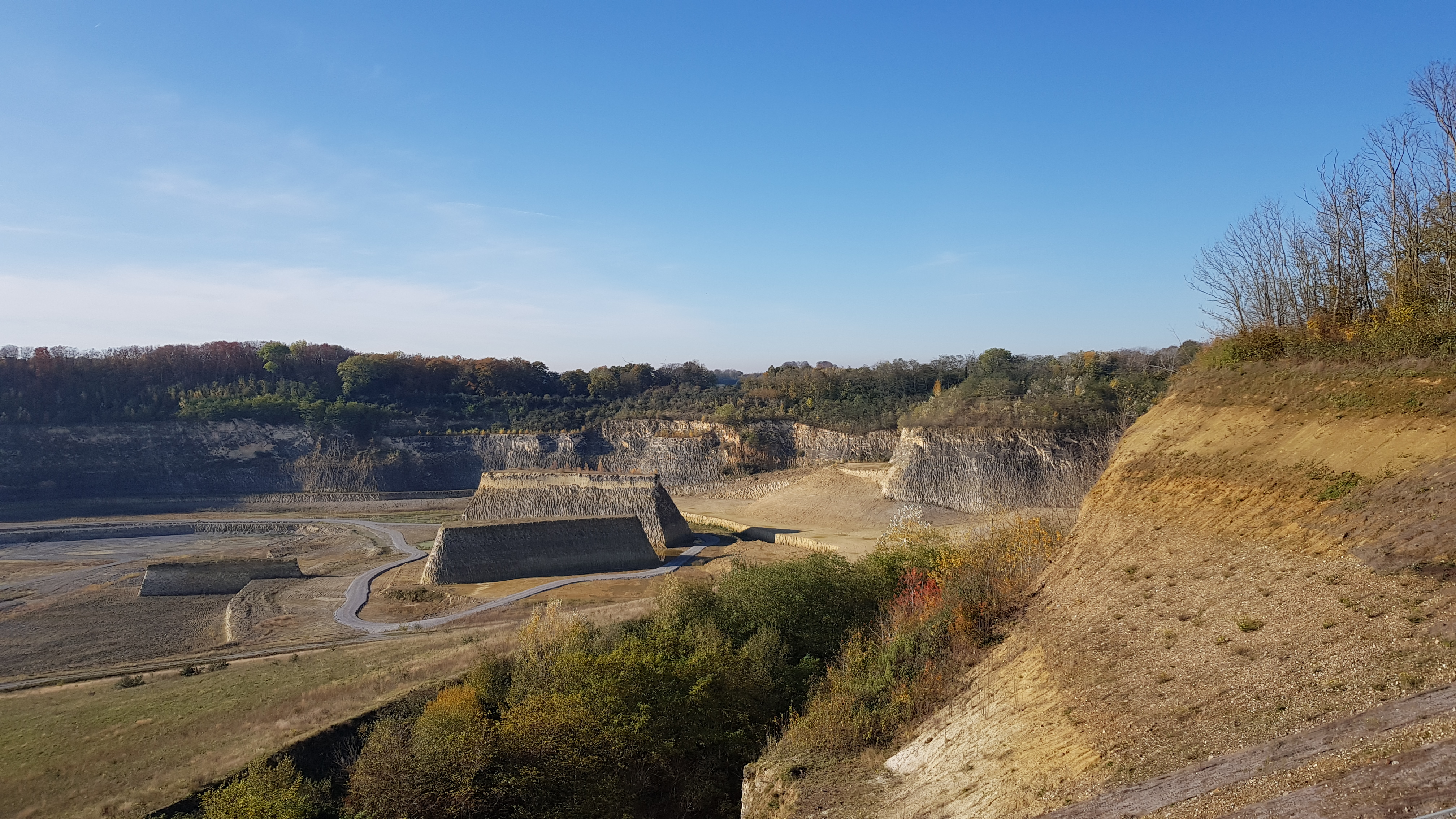
de drie driehoekige blokken kalksteen aan het begin van de Oehoevallei

De Oehoevallei is een vallei in Nederlands Zuid-Limburg in de gemeente Maastricht. De vallei is een rust- en stiltegebied en ligt op de Sint-Pietersberg en het Plateau van Caestert en is onderdeel van de ENCI-groeve. 

## Geografie
Aan de noordkant van de ENCI-groeve bevindt zich in de groeve een uitstulping, een smal dal dat op z'n smalst ongeveer 160 meter en op z'n breedst ongeveer 300 meter breed is en een lengte heeft van ongeveer 500 meter. Dit dal heet de Oehoevallei. Boven op de hellingen ligt aan de oostzijde de Luikerweg en aan de noordzijde en westzijde ligt de Van Schaikweg
In de oostelijke dalwand zijn verschillende gangen van het stelsel Wilde Berg van gangenstelsel Zonneberg aangesneden. Aan de zuidwestzijde van de vallei is er sinds 2012 een ondergrondse verbinding met de Groeve de Schark die ten westen van de vallei in de Sint-Pietersberg gelegen is. Ten zuiden van de Oehoevallei, ten oosten van de driehoekige blokken, bevond zich vroeger het gangenstelsel Zwarte Berg.
Aan de zuidzijde van de Oehoevallei bevinden zich drie driehoekige blokken kalksteen van verschillende hoogten. Deze blokken heeft men bij de afgraving laten staan als visuele afscheiding tussen de Oehoevallei en de rest van de groeve.
Aan de noordkant van de vallei is er een uitzichtpunt met uitzicht over de vallei gecreëerd, de Kiekoet. Ten oosten van het zuidelijke deel van de vallei bevindt zich een uitzichtplatform met zicht op de groeve. Ten zuidwesten van de vallei ligt op de groevewand het ENCI-bos.

## Geschiedenis
De plaats van de latere Oehoevallei was oorspronkelijk onderdeel van het plateau met in de ondergrond het gangenstelsel van de Wilde Berg, onderdeel van het gangenstelsel Zonneberg. Het deel van de Sint Pietersberg met dit gangenstelsel werd door de ENCI afgegraven.
Sinds 1998 broedt er een oehoe in de steile wanden van de Oehoevallei. De vallei was verschillende jaren de enige plek in Nederland waar de oehoe voorkwam. De oehoe heeft zich sindsdien vanuit deze vallei verspreid over Limburg.
In 2010 werden D'n Observant en de Oehoevallei overgedragen aan de Vereniging Natuurmonumenten.

## Natuur
De Oehoevallei heeft steile mergelwanden waar overmatige struiken en bomen teruggesnoeid zijn. Op de door mergellandschapen begraasde kalkgraslanden groeien bijzondere plantensoorten, waaronder orchideeën, vleugeltjesbloemen en grote centaurie. De vallei en de omgeving zijn het leefgebied van vleermuizen en de oehoe, de grootste uilensoort van Europa.